# Rohlfscher Hof

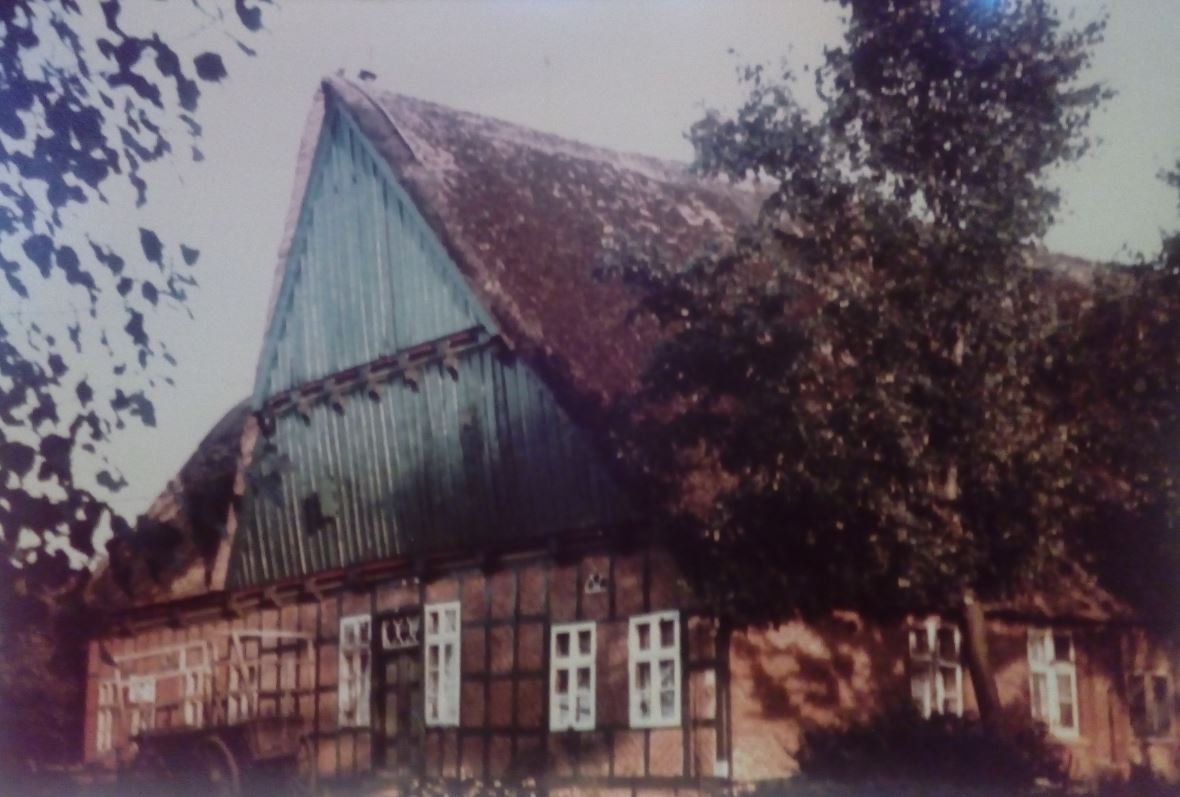
Aufnahme von 1974

Der Rohlfsche Hof in Neuenbrook war ein unter Denkmalschutz stehender Bauernhof, der im 17. Jahrhundert erbaut wurde und 1975 abbrannte.

## Baugeschichte
Der Rohlfsche Hof in Neuenbrook galt als eines der ältesten Häuser Neuenbrooks und der ganzen Kremper Marsch. Über den ursprünglichen Hof ist wenig bekannt. Von 1790 bis 1803 wurde das Fachwerk erneuert; abgesehen davon wurde über die Jahrhunderte nicht viel verändert, obwohl der Hof dauerhaft bewohnt war. Eine der wenigen Veränderungen war das Ausbauen der Wandbetten im Jahre 1885. Der Grundriss zeigte das typische Marschhaus mit durchgehender Diele. Aus der ältesten Zeit stammen das innere Gerippe, das mächtige Ständer-, Balken- und Sparrenwerk und vor allem die gestaffelten, fensterlosen Giebel.

### Abmaße
Der Rohlfsche Hof war ein Zwöffach-Haus mit durchgehender Däle. Es war 34,46 Meter lang und 22,96 Meter breit. Die Stiele des Fachhallenhauses waren 40 × 40 cm dick und aus Eiche mit einem Abstand von jeweils 2,65 bis 2,70 Metern. In Längsrichtung wurden die Stiele durch ein flachliegendes Rähm, ca. 40 × 20 cm stark, verbunden. Im rechten Winkel dazu waren die Dielenbalken mit einer Stärke von 40 bis 45 cm im Quadrat angeordnet.
Die Balken überspannten die Diele und ragten auf beiden Enden zwischen 2 und 2,5 Meter über die Stiele. Die Stiele hatten lange Zapfen, die durch den flachliegenden Rähm bis in den Balken geführt waren.
Die Balken, die das Reetdach hielten, waren im Winkel von 45 Grad verzapft und bildeten unverschiebbare Dreiecke. Am Ende der Balken waren die Dachsparren ca. 25 × 25 cm stark, verzapft aufgesetzt.
Der Hof wurde 1938 genauestens vermessen. Der Grundriss des Hofes ist in mehreren Büchern zu sehen. 1946 waren ein Grundriss und ein Modell in einem Museum in Frankfurt am Main zu sehen, das mehrmals erwähnt, aber nicht namentlich genannt wurde.

## Der ursprüngliche Hof
Über den ursprünglichen Hof, der wie der Rest Neuenbrooks um 1180 erbaut wurde, ist wenig bekannt. Er gehörte zu den Gründungshäusern des Ortes Neuenbrook. 1628, inmitten des Dreißigjährigen Krieges, wurde der Hof von den abziehenden Wallensteinern niedergebrannt, wie auch der Rest von Neuenbrook-West. Die Wallensteiner hatten die Festung in Krempe, die von dänischen Truppen gehalten wurde, erobert. Direkt nach dem Abzug der Wallensteiner wurde der Rohlfsche Hof, ebenso wie der restliche Teil Neuenbrooks, wieder aufgebaut.

## Besitzer
Die ersten Besitzer waren vermutlich Holländer, da Neuenbrook von ebendiesen gegründet wurde. Von den ersten Besitzern des im 17. Jahrhundert errichteten Gebäudes, über die wenig bekannt ist, wird nur ein Claus Schröder genannt, der um 1730 auf dem Hof lebte. Dieser kam aus der Gemeinde Sommerland nach Neuenbrook. Um 1746 kam die Familie Rohlfs auf den Hof, die bis 1978 (232 Jahre lang) auf dem Hof blieb. Zeitweilig gehörten die Nachbarhöfe zu beiden Seiten des Rohlfschen Hofes, unter anderem der „Vogtspflug“, zum Besitz der Familie, wurden aber schon vor dem Jahre 1800 an andere verwandte Familien abgetreten. Die gesamte Familie Rohlfs war eng mit der Kirche verbunden.
Als erster Rohlfs wird ein Reimer Rohlfs (1718–1785) genannt, der Schwiegersohn des Claus Schröder.

## Kunst im Hof und deren Verkauf
Im Bereich des Hofes befanden sich mehrere Kunstwerke. In einem Buch steht geschrieben: 

### Gemalte Stuv

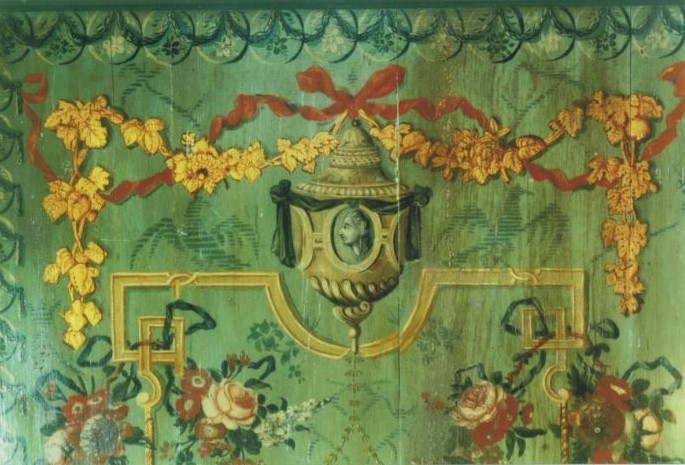
Aufnahme der Wandtafel

1938 sowie um 1960 wurden die Eckstube und mehrere Truhen und Schränke fotografiert. Man sieht auf den damals entstandenen Fotografien einige in Büchern beschriebene Girlanden und Kränze sowie die Medaillons und Tondi (Rundbilder). Auf den Fotos ist unter anderem zu lesen, dass der Künstler, der die Stube schnitzte, „Riemenschneider“ hieß. Welcher gemeint ist, bleibt offen. In einem anderen Buch wird die Stube als Wandvertäfelung „Vier Jahreszeiten“ beschrieben: „Sie zeigen auf Grünem Grund einen Goldenen Rahmen, in dessen unterer Hälfte eine Büste gemalt ist, die je eine Jahreszeit darstellt. Im Oberen teile befindet sich ein Ölgefäß, in dem ein jeweils anderer individueller menschlicher Kopf gemalt ist. Vermutet wird hier, dass es sich um eine Ahnengalerie handelt. Abgerundet wird jedes Paneel durch gemalte Rosen und Bauernblumen, und rundherum durch eine Dunkelgrüne Girlande.“
Die Tafeln wurden oben von einer Reihe Bilder von der Decke abgegrenzt, die das Zeitgeschehen in Form von Seeschlachten, Jagdszenen und mystische Szenen zeigten.
Das erste Bild zeigte die Seeschlacht bei Abukir, das zweite eine nicht identifizierbare Seeschlacht zwischen englischen und französischen Schiffen. Mittig war eine Szene, die als „Bettlerszene“ beschrieben wird: „Eine Frau gibt einem Bettler eine Spende, umrundet wird die Szenerie, die mit 68 Zentimetern Breite doppelt so groß ist wie die übrigen Bilder, von einer Berglandschaft, in deren Vordergrund Reiter zu sehen sind. Die Jagdszene zeigt eine Bärenjagd. Diese zeitgenössischen Szenen stehen im Kontrast zu den zwei Szenen, die laut dem Steinburger Jahrbuch 2002 als Szenen der Totenwelt verstanden werden können.“ „Die Bilder zeigen zum einen eine Gruppe Menschen mit Fackeln auf einem mit grünen Mauern umrandeten gepflasterten Platz, während die zweite Szene denselben Hof auf Wolken bettet und ein Bad, in dem sich mehrere Frauen vergnügen, in den Fokus setzt.“
Zur selben Zeit wurde ein Ölgemälde mit einer mythischen Szene gemalt. Dieses wurde um 1998 unter anderem der Kunsthalle in Hamburg, dem Kustos des Altonaer Museums, dem höchsten Ordensarchivar der Freimaurer in Berlin sowie in bildlicher Form auch drei Professoren in Kiel vorgelegt. Auch nachdem etwa ein Dutzend Museen und Professoren das Bild in den Händen hatten, gab es keine neuen Erkenntnisse, außer dass das Bild wahrscheinlich einen unbekannten Kupferstich als Vorbild hat. Der früher vermutete freimaurerische Hintergrund ließ sich ausschließen. Es entstand 1803 und enthält Dutzende Anspielungen auf Bibelverse. Es zeigt eine Menschenmasse, die wahrscheinlich einen Streit über Religion und Technik führt. In der Mitte steht ein Mann, der wahrscheinlich Sokrates darstellen soll.
Beide Gemälde wurden 1964 zusammen mit einem Ölgemälde selben Alters an den Verleger Axel Springer verkauft, obwohl die Eckstube damals schon unter Denkmalschutz stand.
Das Ölgemälde wurde ein Jahr später wieder zurückgekauft und ging 2014 in den Besitz eines Itzehoer Vermieters über. Die Wandvertäfelung sowie die alten Truhen befinden sich bis heute im Besitz der Familie Springer.

## Der Brand
Am Mittag des 3. September 1975 fuhr ein Nachbar, der mit seinem Trecker vom Feld kam, am Rohlfschen Hof vorbei und bemerkte schwarzen Rauch, der aus Löchern im Giebel kam. Er machte kehrt und alarmierte die 36 Mann starke Feuerwehr. Als diese anrückte, war der Hof schon so weit abgebrannt, dass er nicht mehr zu retten war. Die Feuerwehr konzentrierte sich darauf, die mit Reet gedeckten Dächer der Nachbarhäuser davor zu bewahren, Feuer zu fangen, und ließ den Hof kontrolliert abbrennen. Dieses Geschehen ist in Form eines vierminütigen Clips in einem Film zu sehen. die Hitze des Brandes war so hoch, dass alle Scheiben der anliegenden Häuser platzten.
Die Familie befand sich zum Zeitpunkt des Brandes auf dem Feld bei der Arbeit, und die Kinder waren in der Schule. Da seit circa 1970 nicht mehr im Hof gewohnt wurde, sondern im Nachbarhaus, das auch der Familie gehörte, kam niemand zu Schaden.
Der Schaden wurde laut Zeitungsbericht auf 350.000 Mark geschätzt.
Der Hof stand unter Denkmalschutz und sollte eigentlich in das Schleswig-Holsteinische Freilichtmuseum in Molfsee transloziert werden.

## Trivia
- Trotz Denkmalschutzes wurde kurz vor dem Brand eine Tiefgarage angebaut.[13]
- Ein Bild des Hofes ziert unter anderem das Buch 375 Jahre Dorfgilde Neuenbrook von 1991.[4]
- Als Andenken an den Hof wurde eine Informationstafel auf dem Grundstück errichtet.[9]